# Arquitectura asiria

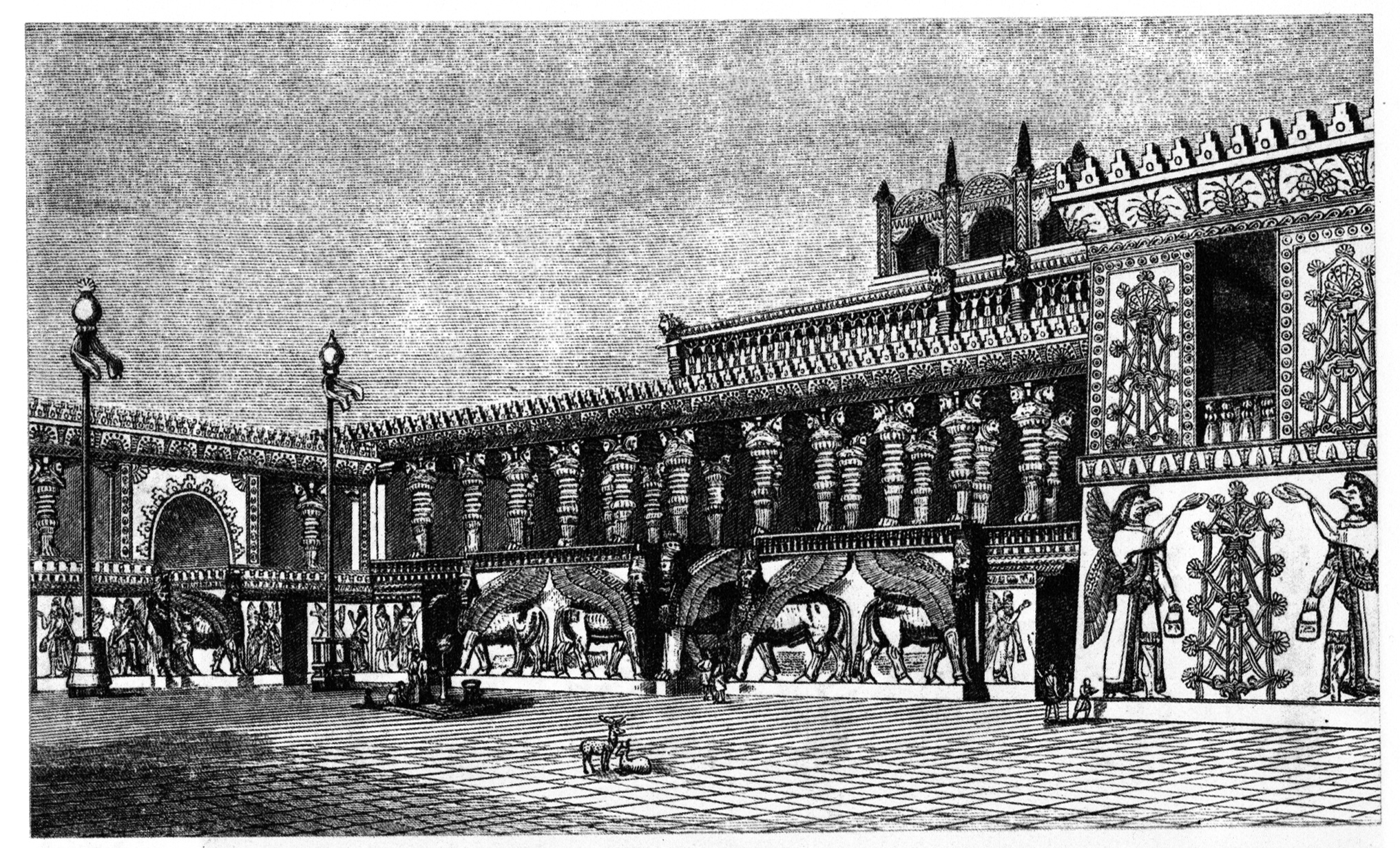
Reconstrucción de un patio del palacio de Korshabad, ilustración de finales del.

Los asirios construían casi tanto como hacían la guerra, y eran grandes guerreros. Cada soberano asirio se quiso construir su propio palacio edificado para la gloria de Asur. En las paredes de estos palacios los escribas dejaban constancia de la historia de sus reyes mediante tablillas de arcilla, bajorrelieves, esculturas y pinturas.
Los dos grandes imperios, el caldeo o babilonio y el asirio, que fueron sucediéndose en la antigua región del Tigris y el Éufrates, dieron origen a dos civilizaciones también diferentes y sucesivas aunque en el arte estuvieron muy hermanadas por copiarse mutuamente las formas, heredadas de sumerios y acadios. El primer imperio tuvo al principio su asiento en diferentes ciudades de Caldea que si bien no guardaban unidad política, respetaron al fin la hegemonía de la célebre Babilonia y el segundo, en Asiria, siendo por último su capital la famosa Nínive. Destruida esta ciudad por el medo Ciaxares, renació el Imperio caldeo con Nabopolasar y tuvo su período más brillante con Nabucodonosor II, hijo de este para terminar con la toma de Babilonia por los persas. La arquitectura asirio-caldea estuvo muy lejos de alcanzar la perfección que tuvo la egipcia y a pesar de las repetidas excavaciones que se han sucedido, no se ha llegado a tener un conocimiento perfecto de ella debido a la debilidad de su material constructivo y en vista del estado lamentable de las ruinas. La época mejor conocida en el terreno arquitectónico es la del Imperio asirio, sobre todo, con la exploración de los palacios de Nimrud y Nínive.

## Arquitectura asiria

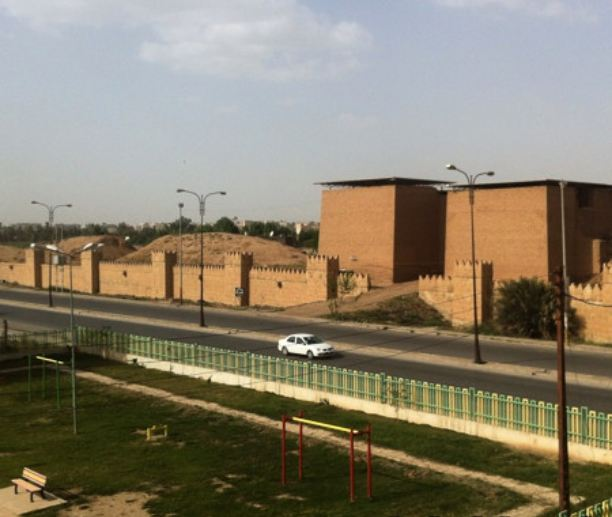
Una de las quince puertas exteriores de Nínive, reconstruida, antes de su destrucción por los integristas islámicos en 2015.

El arte asirio imitó el caldeo o babilonio, tanto en edificios como en inscripciones, si bien en estas abandonó la lengua proto-caldea, usando la asiria y en aquellos construyó con más solidez, suntuosidad y perfección en el ornato. Aunque en Asiria, en el norte de Mesopotamia más montañoso que el llano sur, no escasean las canteras de piedra y de los montes próximos de Armenia se extraían buenas calizas y mármoles, los asirios construían con ladrillos y adobe a imitación de los caldeos y sólo echaban mano de la piedra para revestimientos de muros y para la base de los edificios, los cuales fueron principalmente templos, zigurats y palacios. Apenas se sabe nada de las tumbas en el imperio asirio y, no cabe duda de que no se preocupaban por ellas cuando no han dejado muestras relevantes. Las torres o zigurats se componían de siete plataformas con igual destino y significado que en el arte caldeo. Pero se diferenciaban de los babilonios en que no tenían escalinata exterior ni rampa (salvo la que servía para el terraplén inferior) franqueándose el acceso a las plataformas superiores por una escalera interior que partía de un vestíbulo con su puerta monumental situada al pie del edificio en una de sus caras. Había, además, otros templos menores para divinidades secundarias, ya en forma de pequeñas torres, ya como edículos o templetes con su frontón porticado al modo griego, aunque rudimentario.
Los palacios que en la arquitectura asiria ofrecen extraordinaria importancia, se elevan asimismo sobre amplias plataformas o terraplenes con planta rectangular prolongada y orientados como las torres. Encierran en su perímetro grandes patios, alrededor de los cuales se alzan los cuerpos del edificio divididos en diferentes salas de extraordinaria longitud cuyas paredes interiores más ricas y a veces incluso los pavimentos se cubrían hasta cierto punto con losas de alabastro, adornadas en los muros con relieves historiados e inscripciones y más arriba se revestían los muros con ladrillos esmaltados o azulejos que ostentaban hermosa pintura policromada. El bronce y el oro abundaban así mismo en estas decoraciones palatinas. Es lo más probable que no tuvieran los palacios más que un solo piso y que recibieran la luz por el techo abierto de los patios, mientras el de las salas techadas era plano y se adornaba con vigas de madera esculpida. Junto al palacio real se elevaba la torre-templo.

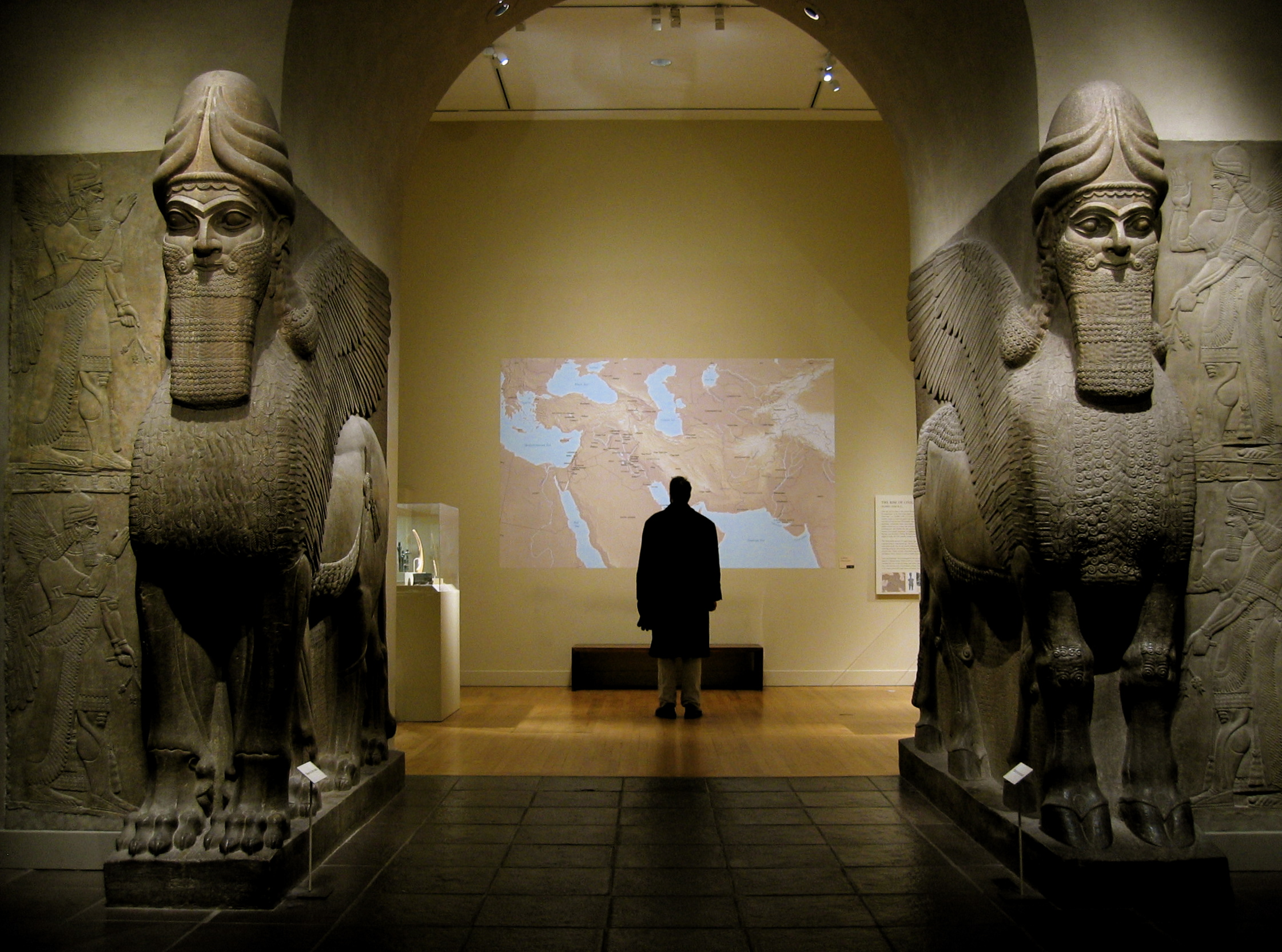
Esfinges aladas situadas a la entrada de la ciudad de Nimrud.

Aunque los asirios conocieron la bóveda, tanto falsa como verdadera (de medio cañón y apuntada) no dieron gran importancia a estos elementos arquitectónicos pero sí al arco de medio punto y al elíptico para las puertas monumentales. Tampoco hicieron frecuente el uso de las columnas a juzgar por los restos hallados y es probable que construyeran éstas de madera sobre zócalo redondo de piedra. Junto a las puertas principales de los palacios reales, tanto como para defender mágicamente la entrada como simbolizar el poder del soberano, había grandes figuras de esfinges aladas, a veces, de hasta cinco metros de altura, que por lo común tenían cabeza de hombre (androsfinges) con barba rizada, el cuerpo de toro o de león y las alas de águila, esfinges que, por otra parte, ya habían empezado a usarse en el arte caldeo primitivo. Entre los motivos ornamentales se hallan muy habitualmente almenas escalonadas, grecas, piñas, palmetas, flores, las acciones guerreras y las cacerías.
Las ruinas de las ciudades asirias más exploradas por los arqueólogos son las de Nínive, Nimrud o Kalhu (la Chale del Génesis) y Assur las cuales tenían altas murallas almenadas, defendidas por numerosas torres y encerraban magníficos palacios. Los más notables de entre dichos palacios, cuyas ruinas se han descubierto y estudiado son:
- el de Asurbanipal y el de Salmanasar II con su famoso Obelisco negro, ambos en Nimrud, siglo IX a. C.
- el de Asarhaddón, en la misma localidad, siglo VII a. C.
- el de Sargón II o Sarkín, en Kórsabad, siglo VIII a. C. Estaba decorado con veinticuatro pares de toros alados y unas dos mil losas de piedra esculpidas y colocadas por dentro y por fuera, a lo largo del muro.
- el de Senaquerib. Era un palacio semejante al de Sargón aunque no tan extenso.
- otro de Asarhaddón, embellecidos este y el anterior por Asurbanipal (Sardanápalo II).

El arte del segundo imperio babilónico no se diferencia del asirio sino en el uso exclusivo del ladrillo de adobe, al carecer la región de piedra, para las construcciones y en que abunda más la decoración pictórica y de relieve en ladrillos esmaltados para revestimiento, en vez de los de mármol que se usaban en el arte asirio precedente. Los zigurats y las tumbas, sin embargo, seguían en la baja Caldea la forma ya descrita del primer Imperio. 

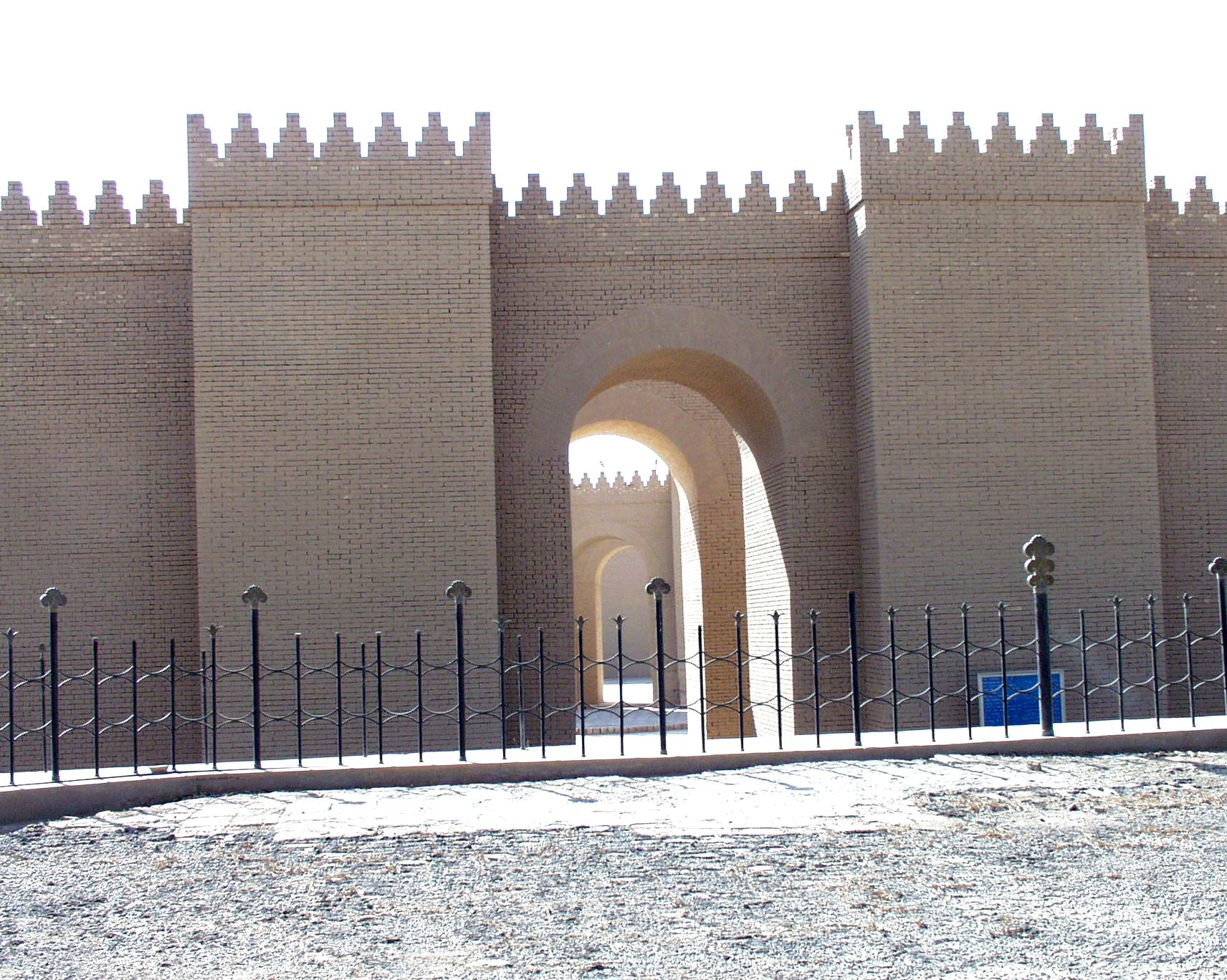
Murallas de Babilonia, reconstruidas, en el verano de 2004.

Célebre ha sido en todos los tiempos la gran ciudad de Babilonia embellecida sobremanera en este último periodo por Nabucodonosor II el grande (605 a. C. al 562 a. C.). En esta época llegó a alcanzar los 500.000 habitantes. Sus murallas eran dobles, de siete metros de ancho y con un foso delante conectado con el río, el espacio entre ambos perímetros, de unos doce metros, estaba colmatado de tierra en toda su altura y había una torre defensiva cada 50 metros, por lo que se calcula que había casi 350. Su famoso templo de Belo con la torre abrazaba un perímetro de 1.480 metros, elevándose el zigurat llamado Etemenanki en siete pisos decrecientes con entre sesenta y noventa metros de altura con noventa y dos de lado; sirvió de inspiración para la mítica torre de Babel. El puente principal sobre el Éufrates, río que lo atravesaba diagonalmente, fue construido por Nabucodonosor con pilares de piedra en sustitución del anterior totalmente de madera y contaba con unos ciento veintitrés metros de largo por diez metros de ancho, siendo también enorme el túnel que pasaba por debajo del mismo río, el primero que se conoce en el mundo. Los jardines colgantes o construidos sobre pilastras y arcos, los palacios, las fortalezas y los templos (que llegaban a los cuarenta y tres), todo era soberbio y colosal según atestiguan las ruinas que hasta hoy han llegado. Entre ellas, destacan dos zigurats antiguos pero reedificados por Nabucodonosor que han obtenido fama universal por los recuerdos que van unidos a los mismos. El mayor es el llamado Bit-Sagatu, o templo de Belo que debió elevarse unos noventa metros con otros tantos de base y que fue mitificado como la torre de Babel. El otro es Bit-Zida en la acrópolis Borsippa que alcanzó los setenta metros de altura y setenta de lado en su base, que según inscripciones contemporáneas Nabucodonosor ordenó recubrir "de lapislázuli". 
A pesar de la grandiosidad y de la fastuosa exornación que distingue a la arquitectura caldeo-asiria, se halla esta desprovista de verdadera elegancia, es pobre o muy sencilla en sus líneas y pesada y monótona en sus formas. En la forma piramidal de las torres, en el número de sus cuerpos, en la orientación y otros detalles hay que reconocer gran simbolismo religioso, como ocurre en la arquitectura egipcia.